# Александра Парк
Александра Парк (нар. 14 травня 1989) — австралійська акторка. Виконавиця ролі Клаудії Гаммонд в австралійській мильній опері Додому і в дорогу в 2009 році. Також знялася в E! драматичному серіалі Члени королівської сім'ї у ролі принцеси Елеонор з 2015 по 2018 рік.

## Кар'єра
У 2011 році Парк дебютувала в австралійському телесеріалі «Принцеса слона» у ролі Вероніки. 
У 2009 році Парк зіграла Клаудію Гаммонд у мильній опері Додому і в дорогу. За цей час вона з'явилася в епізоді Упаковані до крокв у 2011 році. Парк з’явився як Сієнна у короткометражному фільмі «Дуга» 2012 року.
Вона також з'явилася в епізоді 2013 року в серіалі Країна чудес у ролі Джоді. 
З 2015 по 2018 рік Парк грала принцесу Елеонор в оригінальному серіалі Члени королівської сім'ї від телеканалу E!.
У 2021 році вийшов телесеріал «У всіх все чудово», в якому Александа зіграла одну з головних ролей.

## Фільмографія
| Рік       | Заголовок                | Роль                             | Примітки                                  |
| --------- | ------------------------ | -------------------------------- | ----------------------------------------- |
| 2009 рік  | Додому і в дорогу        | Клаудія Гаммонд / Робін Салліван | Серіал (30 серій)                         |
| 2011 рік  | The Elephant Princess    | Вероніка                         | Серіал (23 серії)                         |
| 2011 рік  | Набито до крокв          | Кортні                           | Телесеріал (епізод: "Ризикований бізнес") |
| 2012 рік  | Дуга                     | Сієнна                           | Короткий фільм                            |
| 2013 рік  | Країна чудес             | Джоді                            | Телесеріал (серія: "Зона комфорту")       |
| 2015–2018 | Члени королівської сім'ї | Принцеса Елеонора Генстрідж      | серіал                                    |
| 2017 рік  | 12 футів глибоко         | Джонна                           |                                           |
| 2018 рік  | Даремна стрілянина       | Люсі                             |                                           |
| 2018 рік  | Бен повернувся           | Кара К.                          |                                           |
| 2019 р    | Назустріч пітьмі         | Дженні Діккенс                   | Телесеріал (серія: "Я прокинувся таким")  |
| 2021 рік  | У всіх все чудово        | Андреа Купер-Девіс               | серіал                                    |